# Крестовый поход (телесериал)
«Крестовый Поход» (англ. Crusade) — спин-офф (англ. spin-off — «дочерний» сериал, побочный продукт) научно-фантастического телевизионного сериала «Вавилон-5», созданный и спродюсированный Джозефом Майклом Стражинским.
Действие сериала происходит в 2267 году, через несколько лет после событий, описанных в сериале «Вавилон-5» и сразу после событий, показанных в фильме «Вавилон-5: Призыв к оружию». Раса, называющаяся «дракхи», атакует Землю, стремясь уничтожить её «Облаком Смерти», однако атака потерпела неудачу и единственный бывший у дракхов разрушитель планет — «Облако Смерти» — и ударный флот уничтожены объединённым флотом Межзвездного Альянса. Все, что удается дракхам — вбросить в Земную атмосферу нановирус (наподобие т. н. «серой слизи») также доставшийся им в наследство от Теней. Учёные Земли и других рас Межзвёздного Альянса сумели выяснить, что нановирус недоработан ввиду малых сроков модификации под биологию землян, и на его полную адаптацию под человеческий организм требуется приблизительно пять лет. К концу этого срока новый Земной корабль «Экскалибур», построенный незадолго до нападения, должен найти противоядие от «чумы дракхов», как окрестили угрожающий метрополии человеческой цивилизации нановирус земляне.

## Сценарий и съёмки
Как и «Вавилон-5», по замыслу Джозефа Майкла Стражински, Крестовый Поход должен был иметь в себе сюжетную арку, вмещающую в себя историю продолжительностью в пять лет, несмотря на высказывания Стражински в аудиокомментарии к DVD «К Оружию!», что чума дракхов будет побеждена через один-два сезона сериала и сюжетная арка сместится к решению другой проблемы. Так или иначе, конфликт между продюсерами и исполнительными режиссёрами из TNT разрастался, и съёмки были приостановлены прежде, нежели первый сезон вышел на экраны.

### Атака дракхов
В 2267 году, через семь лет после Войны с Тенями, Дракхи, бывшие помощники Теней, пытаются разрушить Землю с помощью оставшегося у них Разрушителя планет Теней. Президент Межзвёздного альянса Джон Шеридан отдаёт команду экипажам «Экскалибура», «Виктори» и всего флота Межзвездного альянса контратаковать дракхов. Потерпев поражение в битве у Земли (Разрушитель планет Теней и значительная часть ударного боевого флота дракхов погибли), дракхи все же сумели вбросить в атмосферу Земли специальный нановирус — оружие, также доставшееся им от их бывших хозяев — Теней (вброс нановируса Теней в атмосферу Земли — примененный дракхами запасной план на случай провала удара по Земле). Но если не найти противоядие за оставшиеся пять лет, то все население Земли погибнет. Корабль «Виктори» погиб во время битвы, протаранив центр управления Разрушителя планет Теней (крушение в результате совершённого кораблем «Виктори» тарана центра управления Разрушителя планет Теней вызвало на нём катастрофический сбой — Разрушитель планет Теней преждевременно захлопнулся и выпустил планетарные торпеды, которыми и разрушил сам себя). Но «Экскалибур» уцелел, и теперь команде, возглавляемой Мэттью Гидеоном, предстоит сложнейшая задача — найти противоядие, либо такого союзника Земного альянса, который был бы способен создать такое противоядие.

### Война телепатов
Эта война противопоставляет нормальных людей и лояльных им телепатов и Пси-корпус. Пси-корпус пытается взять верх над правительством Земного Альянса. Пси-корпус также управляет множеством концентрационных лагерей, чтобы «перевоспитать» беглецов, которых Пси-Корпусу удаётся захватить, и убивает гражданских жителей, укрывающих беглых телепатов. Джон Шеридан и Межзвёздный Альянс вмешиваются в ситуацию. Нормальные люди и лояльные им телепаты выигрывают эту войну, хотя есть много жертв (включая Литу Александер и Ленньера).

## Персонажи

Плакат, объявяющий о начале показа сериала в США. 1999 год

- Капитан Мэттью Гидеон (Гэри Коул) — капитан «Экскалибура». Его лично выбрал президент Межзвёздного Альянса Джон Шеридан, зная, что Гидеону свойственно здоровая авантюрность и Гидеон не даёт дипломатии стать на пути выполнения задания.
- Лейтенант Джон Мэтесон (Дэниел Дэ Ким) — помощник капитана, телепат. Считается героем для многих телепатов, так как он сумел продвинуться дальше других телепатов в Земных Силах. Гидеон потребовал, чтобы Мэтесон стал его первым офицером, «иначе ищите другого капитана», как сам Гидеон заявил.
- Макс Айлерсон (Дэвид Аллен Брукс) — выдающийся археолог и лингвист, работающий на Межпланетные Экспедиции. Родился вундеркиндом и имеет врождённую способность понимать инопланетные языки. Был принят в миссию в серии «Военная зона».
- Гален (Питер Вудворд) — техномаг, который спас жизнь Гидеону за 10 лет до событий сериала. Был изгнан из своего ордена в 2267, после того как он помог Земле и Межзвёздному Альянсу победить дракхов («К оружию»). Имеет специфическое чувство юмора.
- Доктор Сара Чемберс (Марджин Холден) — медицинский офицер «Экскалибура». Была на Марсе во время атаки дракхов на Землю. Решила присоединиться к экипажу, вместо того чтобы вернуться на Землю к своей семье.
- Дарина Нафил (Кэрри Добро) — высокопрофессиональная воровка и последний представитель своей расы (дракхи уничтожили её планету в конце войны теней, для предварительного испытаний найденного на древней базе Теней «Ка-Дам» «Разрушителя планет» задолго до атаки на Землю), но позже выясняется, что небольшое количество представителей её расы все же выжили, но также заражены вирусом). Вместе с Галеном она помогла Шеридану предотвратить уничтожение Земли дракхами. После этого она провела некоторое время в тюремном заключении на Марсе, но Гидеон потребовал включить её в состав экипажа.
- Капитан Элизабет Локли (Трейси Скоггинс) — комендант «Вавилона-5». Она впервые встретила Гидеона на Марсе во время конференции по чуме Дракхов. Хотя поначалу оба капитана не ладили, их отношения вскоре сменились на близкие.

### Русские голоса актеров
(дубляж «Мост-Видео», 2001 год)
- Капитан Мэттью Гидеон — Всеволод Кузнецов
- Лейтенант Джон Мэтесон — Андрей Бархударов
- Макс Айлерсон — Леонид Белозорович
- Гален — Владимир Конкин, сериал-спин-офф Крестовый поход и Вавилон-5: Призыв к оружию
- Доктор Сара Чемберс — Ольга Гаспарова
- Дарина Нафил — Елена Борзунова; также и пилотный фильм Призыв к оружию
- Капитан Элизабет Локли — Марина Тарасова (часть серий, эпизод «Правила игры»: Ольга Гаспарова)
- Трейс Миллер — Сергей Чекан
- голос за кадром, другие персонажи — Виктор Петров, Александр Дик; доктор Стивен Франклин (в серии «Каждую ночь мне снится дом») и др. — Дмитрий Матвеев

## Список серий

### Отснятые серии
| Название                      | Русское название           | №  | дата в эфире    | Краткое содержание серии |
| ----------------------------- | -------------------------- | -- | --------------- | --- |
| War zone                      | Военная зона               | 1  | 9 июня 1999     | Команда нового звездолёта «Эскалибур» под командованием храброго капитана Мэттью Гидеона отправляется на поиски средства от чумы Дракхов, угрожающей погубить всё человечество. По пути они встречаются и с самими Дракхами… В частности, берут в плен советника Лошана — высокопоставленного сановника дракхов.                                      |
| The Long Road                 | Дальняя дорога             | 2  | 16 июня 1999    | На одной планете найден спасительный минерал, помогающий выиграть время в гонке за спасение человечества от надвигающейся экологической катастрофы, но чтобы его добыть, нужно пойти на жертвы среди населения этой планеты… |
| The Well of Forever           | Колодец вечности           | 3  | 23 июня 1999    | На этот раз «Эскалибур» по просьбе Гэлена отправляется в глубину гиперпространства, в место, называемое «Колодцем Вечности». |
| The Path of Sorrows           | Путь печали                | 4  | 30 июня 1999    | На одном мире в известном по слухам месте экипаж «Эскалибура» находит инопланетянина, который действует в качестве исповедника для всех путешествующих. |
| Patterns of the Soul          | Строение души              | 5  | 7 июля 1999     | Экипаж направляется в мир, обозначаемый как Тета 49, для исследования возможностей того, что чума Дракхов могла распространиться за пределы Земли. |
| Ruling From the Tomb          | Правление из могилы        | 6  | 14 июля 1999    | В ходе визита на Марс экипаж сталкивается с поклонниками культа конца света «Священная омега». Фанатики устанавливают бомбу на конференции по поиску средства против чумы, действуя в надежде приближения судного дня. |
| The Rules of the Game         | Правила игры               | 7  | 21 июля 1999    | Гидеон прибывает на Вавилон-5 в попытке заключить соглашение с жителями Лорки 7, мира, который может повлиять на выявление медицинских тайн, необходимых для нахождения средств против чумы Дракхов. |
| Appearances and Other Deceits | Приличия и другие обманы   | 8  | 28 июля 1999    | Двое представителей земного правительства прибывают, чтобы улучшить имидж корабля, в то время как туда проникает пришелец, захватывающий тела людей через прикосновения. |
| Racing the Night              | Ночная гонка               | 9  | 4 августа 1999  | Команда посещает планету, бывшую когда-то домом цивилизации, уничтоженной такой же чумой, как и та, что Дракхи сбросили на Землю. Исследователи удивлены нетронутыми зданиями, но затем обнаруживают движение в древнем городе. |
| The Memory of War             | Память о войне             | 10 | 11 августа 1999 | Экипаж посещает планету, жители которой были уничтожены во время войны 100 лет назад. |
| The Needs of Earth            | Нужды Земли                | 11 | 18 августа 1999 | Команда спасает инопланетянина, который, по словам Рейнджеров, владеет шестью кристаллами с важной информацией о своём мире. |
| Visitors From Down the Street | Соседи по улице            | 12 | 25 августа 1999 | «Эскалибур» принимает сигнал бедствия, исходящий от корабля в виде летающей тарелки. Несмотря на то, что с расой этих инопланетян никогда ранее не встречались, те утверждают, что люди коррумпировали их правительство и губят жителей их родного мира.                                                                                              |
| Each Night I Dream of Home    | Каждую ночь мне снится дом | 13 | 1 сентября 1999 | Эсминец класса «Варлок» сбрасывает в челноке «Эскалибуру» двух пассажиров с инструкциями привести его к Земле. По пути команда с риском столкновения спасает «Starfury» с Элизабет Локли. По прибытии с Земли к ним пересылают капсулу с доктором Стивеном Франклином, в ходе рискованного эксперимента на корабле получившим важные данные о вирусе. |

В России был издан на видео компанией «Мост-Видео» (7 VHS по две серии).
Порядок отснятых эпизодов, наиболее соответствующий оригинальному хронологическому плану сериала, по мнению Стражинского:
- (-) Зона боев (переснят)
- 1. Гонки в ночи
- 2. Нужды Земли
- 3. Память войны
- 4. Долгая дорога
- 5. Гости с нашей улицы
- 6. Колодец вечности
- 7. Каждую ночь мне снится дом
- 8. Лабиринты души
- 9. Тропа печалей
- 10. Правя из могилы
- 11. Правила игры
- 12. Зона боев
- 13. Приличия и другие обманы

Однако существуют сомнения в серьёзности этого списка, так как тогда, например, нарушается хронология взаимоотношений Мэттью Гидеона и Элизабет Локли. В конце серии «Приличия и другие обманы» («Appearances and Other Deceits») у экипажа «Экскалибура» появляется новая форма одежды, но только согласно обычному порядку серий (по хронологии выхода на экран) они продолжают в ней ходить до конца; согласно же списку, якобы, Стражинского, хронология событий нарушается полностью.

### Незавершённые серии
- Ценные осуждения
- До конца Земли
- Конец полосы

### Другие планировавшиеся эпизоды
- Проверенная («Tried and True») — между эпизодами «Ценные суждения» и «На край света»
- После эпизода «На край света», название неизвестно (эпизод развивает тему апокалиптической шкатулки)
- «Трилогия меча»: Военная история («War Story»), часть 1 — три последовательных эпизода, объединённые сквозной темой. Предваряет финал сезона «Конец линии»
- Стены преисподней («The Walls of Hell»), вторая часть трилогии
- Третья часть трилогии, название не известно.

### Конфликт с TNT

#### Crusade Wars (короткометражное видео)
Трудности, которые возникали у авторов сериала в диалоге c каналом TNT и которые закончились прекращением съёмок и производства новых серий, нашли отражение в одной из пародий, придуманной создателями Babylon Park — в этой истории показан конфликт Дж. Майкла Стражинского с одной кабельной телесетью. Главными действующими лицами выступают: капитан Гидеот — путём совмещения Gideon (Мэттью Гидеон, капитан «Экскалибура» и (англ. idiot — идиот), то есть дословно капитан-идиот, капитан Brockley и другие. Им предстоит спасти самого Стражинского из плена Тёмной стороны маркетинга, где последняя выступает в роли могущественной межгалактической империи зла (в своём желании заполучить рейтинг любым путём, в том числе и на сюжетах ниже пояса).